# Хвильовий опір
Хвильовий опір — поняття, що широко використовується в фізиці і техніці при аналізі хвильових процесів та взаємодії рухомих об'єктів з навколишнім середовищем. В деяких розділах фізики синонімом цьому поняттю є поняття Імпеданс. Це останнє поняття часто вводиться при аналізі синусоїдальних хвильових процесів з використанням електромеханічних аналогій та в теорії електричних кіл з двополюсними пасивними елементами. В цьому випадку використовують також поняття комплексного опору кола.

## Хвильовий опір (електротехніка, електродинаміка)
Хвильови́й о́пір  — це опір, який зустрічає електромагнітна хвиля при поширенні уздовж однорідної лінії без віддзеркалення, тобто за умови, що на процес передачі не впливають неузгодженості на кінцях лінії. Він властивий кабелю, є його характеристикою і залежить лише від його первинних параметрів і частоти струму, що передається.
Електромагнітну хвилю можна представити у вигляді двох хвиль: хвилі напруги, відповідної електричної енергії, і хвилі струму, відповідної магнітної енергії. Кількісне співвідношення між хвилею напруги та хвилею струму в лінії є хвильовим опором кола. При цьому, як випливає з даного вище визначення хвильового опору, необхідно розглядати лише пряму (рухому вперед) електромагнітну хвилю: Zп=Uп/Iп.
Якщо в лінії виділити окремо відбиту хвилю, то вона, рухаючись до початку лінії, також зустрічатиме опір, рівний хвильовому опору: Zв=-Uв/Iв.
Для електричної лінії, утвореної послідовно з'єднаними пасивними елементами: Індуктивністю {\displaystyle L}, резистором (опором) {\displaystyle R} та ємністю {\displaystyle C} Хвильовий опір {\displaystyle Z(\omega )} розраховується за формулою
Тут {\displaystyle i} — уявна одиниця. Дійсна та уявна частина комплексного опору називаються відповідно активним та реактивним опором. У загальному вигляді хвильовий опір є комплексною величиною і може бути виражений через його дійсну і уявну частини:
При вивченні поширення електромагнітних хвиль в суцільному середовищі величина хвильового опору є важливою характеристикою середовища.

## Хвильовий опір (аеродинаміка)
Оскільки реально такі середовища, як гази та рідини, мають певну стисливість в більшості випадків рух будь-якого тіла в них буде продукувати випромінювання звуку. Таке випромінювання пов'язане з певними втратами енергії і, як наслідок, виникає певне зростання опору руху. При швидкостях руху значно менших швидкості звуку в середовищі ця додаткова складова є незначною і для вивчення руху використовують моделі нестисливих середовищ. Виключенням тут є рух тіл в воді поблизу вільної поверхні, який буде розглянуто в іншому розділі. В той же час при гіперзвукових швидкостях руху хвильовий опір може складати майже половину від загальної величини аеродинамічного опору

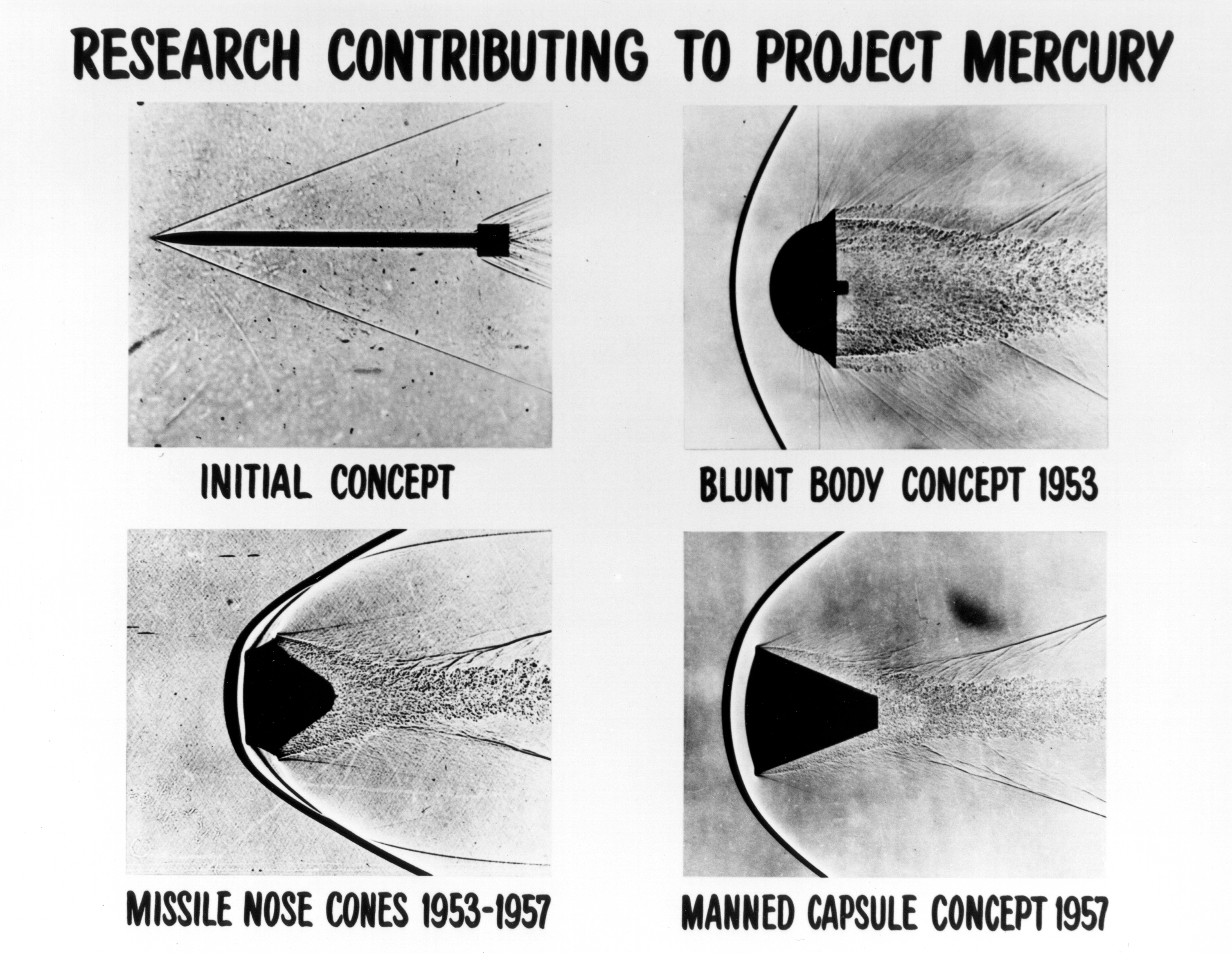
Еволюція концепції стосовно форми капсули для повернення космонавтів на Землю в процесі розвитку космічної програми США. Затуплені тіла генерують інтенсивні ударні хвилі, які дійсно захищають конструкцію від перегріву.

## Хвильовий опір (акустика)
Поняття хвильового опору (імпедансу) в акустиці використовують для характеристики середовища, в якому поширюються хвильовізбурення, та для опису властивостей випромінювачів звуку. Як характеристику середовища хвильовий опір {\displaystyle Z} визначають, розглядаючи поширення плоскої хвилі. Величина хвильового опору визначається відношенням амплітуди тиску до амплітуди швидкості руху частинок середовища в напрямку, перпендикулярному фронту хвилі. Із виразів для вказаних характеристик плоскої хвилі одержуємо {\displaystyle |Z|=\rho c}. Тут {\displaystyle \rho } та {\displaystyle c} відповідно густина середовища та швидкість звуку в ньому. Оскільки швидкість — величина векторна, її проєкція на вибрані осі координат може бути додатною або від'ємною, в залежності від напрямку поширення хвилі, то для хвильового опору часто використовують вираз {\displaystyle Z=\pm \rho c}. Про те, що саме такий добуток густини на швидкість звуку є важливою характеристикою акустичного середовища, свідчить той факт, що при нормальному падінні плоскої хвилі на границю контакту різних середовищ з однаковим хвильовим опором відбита хвиля не виникає. Плоска хвиля не «розрізняє» середовища, які мають однакові хвильові опори. Як характеристика середовища хвильовий опір є дійсною величиною і в акустиці і в електродинаміці.

Поняття плоскої хвилі є досить абстрактним. Практичні пристрої для генерації звуків мають скінченні розміри і на їх поверхні співвідношення між тиском та швидкістю мають більш складну структуру і суттєво залежать від частоти (співвідношення довжини хвилі та характерних розмірів випромінювача). Узагальнюючи поняття хвильового опору в таких випадках говорять про опір випромінюванню для даного джерела звуку. Досить детальний аналіз цієї характеристики для циліндричного випромінювача гармонічних хвиль проведено в монографії. Так, для випадку пульсуючого циліндра одержано наступний вираз для опору випромінюванню 
.
Тут {\displaystyle H_{0}^{(1)}(ka)} та {\displaystyle H_{1}^{(1)}(ka)} функції Ганкеля, що утворені певними комбінаціями функцій Бесселя першого та другого роду. Наприклад, {\displaystyle H_{1}^{(1)}(ka)=J_{1}(ka)+iY_{1}(ka)}. В аргументах функції Бесселя {\displaystyle k=\omega /c} — хвильове число, а {\displaystyle a} — радіус циліндра. Очевидно, що опір випромінюванню є комплексною величиною {\displaystyle Z_{0}=R_{0}+iX_{0}}. Як і в електротехніці дійсна частина виразу визначає активну складову опору, а уявна — реактивну. Тільки при наявності активної складової опору збурення, що генеруються випромінювачем, можуть поширюватися на далеку відстань. Витрати енергії, що йдуть на подолання реактивного опору в цілому за період дорівнюють нулю і забезпечують лише певні збурення в околі випромінювача (ближнє поле). Аналіз виразів для опору для випромінювачів більш складної форми приведено в

## Хвильовий опір (гідродинаміка)
При аналізі опору руху різного типу транспортних засобів по поверхні води виділяють три його основні складові. Це опір тиску, в'язкий опір та хвильовий опір. Хвильовий опір є важливою складовою загального опору. Чітко виражений хвильовий слід за судном наочно ілюструє на що витрачається енергія рушія. Для малотонажних плавучих засобів, таких як вітрильні та гребні човни, хвильовий опір є найбільш вагомою складовою в формуванні повної величини опору. 

Залежність загального опору судна від числа Фруда

 Зменшення опору руху суден є надзвичайно важливою інженерною проблемою. Дослідженню цієї проблеми присвячено велику кількість публікацій. Перш за все вкажемо на навчальний посібник Що стосується глибокого аналізу всіх складових опору, детальна інформація міститься в. На рисунку приведено типову залежність загального опору судна від числа Фруда. Максимального значення в представленому діапазоні швидкостей величина опору досягає при числі Фруда близько 0.45. Характерною особливістю цієї залежності є не монотонний характер зростання опору зі зростанням швидкості руху (числа Фруда). На кривій маємо декілька відносних мінімумів. Їх поява є наслідком особливостей генерації хвиль судном, тобто зміною величини хвильового опору. Фізичною причиною зміни величини хвильового опору є інтерференція хвиль, яка при певних швидкостях призводить до зменшення амплітуди сумарної хвилі і, відповідно, до зменшення опору. Такий характер кривої на приведеному рисунку вказує на наявність оптимальної з енергетичної точки зору швидкості руху судна.